# (32175) 2000 NF14
2000 NF14 (asteroide 32175) é um asteroide da cintura principal. Possui uma excentricidade de 0.19497630 e uma inclinação de 14.44473º.
Este asteroide foi descoberto no dia 5 de julho de 2000 por LONEOS em Anderson Mesa.